# 葉維榮 (萬曆進士)
葉維榮（1558年—？年），字春卿，號四明，浙江宁波府慈谿縣人。明朝政治人物。

## 生平
嘉靖戊午年（1558年）三月十三日生。治春秋。萬曆十九年辛卯浙江鄉試第八十五名舉人，二十三年（1595年）登乙未科會試第十一名，廷試三甲第一百四十八名進士，都察院觀政，二十四年二月授廣東海豐縣知縣，二十九年考察，降一级调用，官至祁州判官。

## 家族
曾祖葉鈺。祖葉潮，庠生。父葉秀。母潘氏，继母周氏。永感下。兄葉重光（壬午举人）、世奇（钦授把总）、葉世英（同科進士）。弟维贤。娶冯氏。子長春、長茂、長盛。